# Clarenville
Clarenville is een gemeente (town) in de Canadese provincie Newfoundland en Labrador en telt ruim 6700 inwoners. De gemeente oefent vanwege haar strategische ligging en relatief grote bevolkingsomvang een centrumfunctie uit voor de oostkust van het eiland Newfoundland.

## Geografie
Clarenville ligt in het oosten van het eiland Newfoundland op zo'n 35 km ten noorden van de Landengte van Avalon. Het ligt aan Northwest Arm, een zijarm van de Trinity Bay die gedomineerd wordt door het grote en net ten oosten van het dorp gelegen Random Island.
Door zijn strategische ligging is Clarenville een centrale plaats voor de oostkust van Newfoundland. Zo ligt de plaats bij de splitsing van de Trans-Canada Highway (TCH) en Route 230A, die noordwaarts naar het schiereiland Bonavista loopt. Anderzijds is Clarenville ook de enige grote plaats lang de TCH tussen de provinciehoofdstad St. John's (190 km zuidoostwaarts) en de grote gemeente Gander (145 km noordwestwaarts).
Het noordelijke deel van de gemeente noemt Shoal Harbour en is via de buurt Mills Siding vergroeid met de gemeente George's Brook-Milton. Pal op de grens met Milton begint de Hefferton Causeway die de oversteek naar Random Island maakt. In het zuiden grenst de gemeente Clarenville aan de plaats Deep Bight.
De Trans-Canada Highway vormt de zuid- en westgrens van de dorpskern. De belangrijkste wegen in het dorp zelf zijn de Memorial Drive, de Manitoba Drive en de Shoal Harbour Drive. Het grondgebied strekt zich echter nog vrij ver uit naar het westen toe. Dat gebied bestaat uit uitgestrekte natuur en is vrijwel volledig onbewoond. Er bevinden zich enkele meren, waaronder ook twee grote: de Shoal Harbour Pond en de Andrews Pond. Dit heuvelachtige deel van Clarenville huisvest ook het White Hills Resort, een van Newfoundlands grote wintersportgebieden.
Er monden ook twee rivieren in zee uit in de gemeente. Het betreft enerzijds de Shoal Harbour River die uitmondt ter hoogte van Shoal Harbour en anderzijds de Lower Shoal Harbour River die uitmondt ter hoogte van de buurt Clarenville South. Ook een grote beek genaamd Dark Hole Brook stroomt door de gemeente. Deze mondt in de laatstgenoemde rivier uit kort voordat deze zelf in zee uitmondt.
Ruwweg tussen Clarenville-centrum en Shoal Harbour bevindt zich de bijna 160 m hoge Bare Mountain. De heuvel is voorzien van een 3 km lange wandellus die bezoekers naar de top brengt, van waar er een weids uitzicht over de ganse gemeente en Random Island is.
Clarenville wordt doorkruist door de Newfoundland T'Railway, een langeafstandspad dat de spoorwegbedding van de voormalige Newfoundlandse spoorweg volgt. Zo'n 4 km ten noordwesten van het dorpscentrum bevindt zich de aan de T'Railway gelegen en ook tot de gemeente behorende locatie Rioux, waar verschillende verlaten zandgroeves liggen.

## Geschiedenis
In het midden van de 19e eeuw werden er door houthakkers vijf kleine nederzettingen gesticht op het historische grondgebied van de gemeente. Deze gehuchten stonden bekend als Lower Shoal Harbour, Dark Hole, Brook Cove, Broad Cove en Red Beach. De inwoners leefden naast van houtkap ook van de verwerking van het hout in lokale houtzagerijen. Naar het einde van de 19e eeuw toe waren de vlak bij elkaar gelegen plaatsen grotendeels met elkaar vergroeid tot één dorp dat uiteindelijk ging bekendstaan als Clarenville, al noemde het oorspronkelijk Clarenceville.
De groei had voor een groot deel te maken met de aanleg van de Newfoundland Railway tussen St. John's en Channel-Port aux Basques die ter hoogte van de plaats afgewerkt was in 1891. Clarenville werd een van de vijf belangrijke terminals aan die spoorweg, onder andere vanwege de aanleg van een tweede en vanuit de plaats vertrekkende spoorlijn richting Bonavista in 1909-1911. In het dorp werd daarop een regionale hoofdzetel van de Newfoundlandse spoorwegmaatschappij gevestigd.
Ook de goed beschermde haven speelde een rol in de ontwikkeling van de plaats, die in 1935 523 inwoners telde. In de jaren 1930 kwam er een asfaltfabriek, dewelke in de jaren 50 zich ook ging bezighouden met de productie van chemisch behandeld hout. In 1942 liet de toenmalige Commission of Government er een scheepswerf bouwen. Begin jaren 40 telde het dorp daarenboven nog steeds drie houtzagerijen. Deze grote werkgevers vormden de basis van de industrie in het gebied en zorgden voor een aanzienlijke groeispurt van het dorp.
In 1951 werd Clarenville officieel erkend als een town. In 1956 kreeg de gemeente belang als telecommunicatiehub door de aankomst van de TAT-1, de eerste trans-Atlantische telegrafiekabel. Ook de tweede trans-Atlantische telegrafiekabel, de in 1958 afgewerkte TAT-2, had Clarenville als aankomstplaats. Midden de jaren 1960 werd Clarenville verbonden met het toen afgewerkte Newfoundlandse gedeelte van de Trans-Canada Highway.
In 1978 trad de TAT-1 uit gebruik en hetzelfde gebeurde met de TAT-2 in 1982. In 1988 werd ook de Newfoundlandse spoorweg, die na de aanleg van de Trans-Canada Highway enkel nog dienstdeed als goederenspoorlijn, volledig ontmanteld.
In de tweede helft van de 20e eeuw werden er verschillende provinciale en federale overheidsdiensten in de gemeente gevestigd, dewelke eveneens voor werkgelegenheid zorgden en de centrumfunctie van Clarenville mee vormgaven.
In 1994 vond er een gemeentefusie plaats tussen Clarenville en Shoal Harbour. De nieuwe gemeente noemde Clarenville-Shoal Harbour maar werd reeds in 1996 opnieuw kortweg Clarenville genoemd. Door de fusie was het inwoneraantal van Clarenville in een klap driekwart groter en lag de bevolkingsomvang voor het eerst boven de 5000.

## Economie

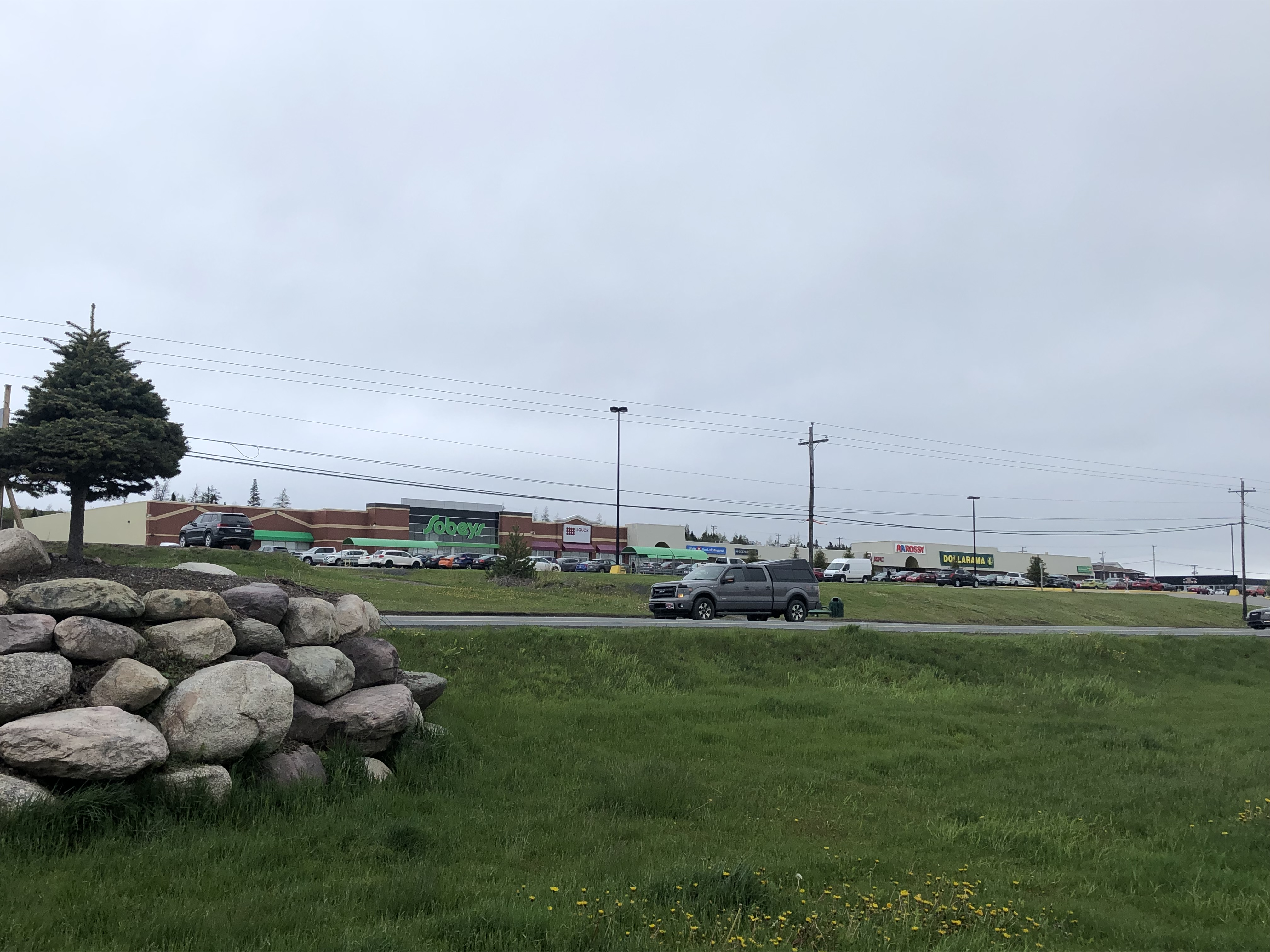
Zicht op enkele handelszaken aan de Manitoba Drive. Zichtbaar zijn een Sobeys-supermarkt, een slijterij, een Bank of Montreal-kantoor, een KFC en winkels van de ketens Rossy en Dollarama.

Vanwege haar centrale ligging tussen Gander, St. John's en Bonavista, evenals haar grote bevolkingsomvang, is de plaats een belangrijk dienstencentrum. Er zijn daarom vele bedrijven gevestigd en een groot deel van de belangrijke winkel- en fastfoodketens heeft er een filiaal. De meeste handelszaken zijn gevestigd aan de Manitoba Drive en aan de Shoal Harbour Drive.
De belangrijkste sectoren op het vlak van werkgelegenheid zijn de retailsector, de gezondheidszorg, de bouwsector en de horeca.
DRL Coachlines, de trans-Newfoundlandse busdienst, heeft ook een halte te Clarenville.

## Demografie
Clarenville is volgens de volkstelling van 2021 qua inwoneraantal de 12e grootste gemeente van de provincie en de 10e grootste van het eiland. Als plaats met regionale centrumfunctie heeft Clarenville een zekere aantrekkingskracht op de inwoners uit de vele kleine dorpen uit de nabijheid. 

### Demografische ontwikkeling
Het sinds 1951 als gemeente erkende Clarenville kende tot midden de jaren 1970 een stevige demografische groei. Na decennia van zeer beperkte groei vatte begin 21e eeuw een tweede periode van aanzienlijke aanwas aan. De uitzonderlijke groei tussen 1991 en 1996 is te verklaren door de fusie met buurgemeente Shoal Harbour in 1994.
- Bron: Statistics Canada (1951–1986[9], 1991–1996[10], 2001–2006[11], 2011–2016[12], 2021[13])

### Demografische ontwikkeling van de huidige fusiegemeente
Onderstaande gegevens hebben retroactief betrekking op het huidige grondgebied van Clarenville, zoals dat tot stand is gekomen bij de fusie van 1994.
- Bron: Statistics Canada (1951–1986[9], 1991–1996[10], 2001–2006[11], 2011–2016[12], 2021[13])

### Taal
In 2021 hadden vrijwel alle inwoners van Clarenville het Engels als moedertaal en waren alle anderen die taal machtig. Hoewel slechts 15 mensen (0,2%) het Frans als moedertaal hadden, waren er 245 mensen die die andere Canadese landstaal konden spreken (3,8%). De op twee na meest gekende taal was het Tagalog met 65 sprekers (1,0%).

### Religie

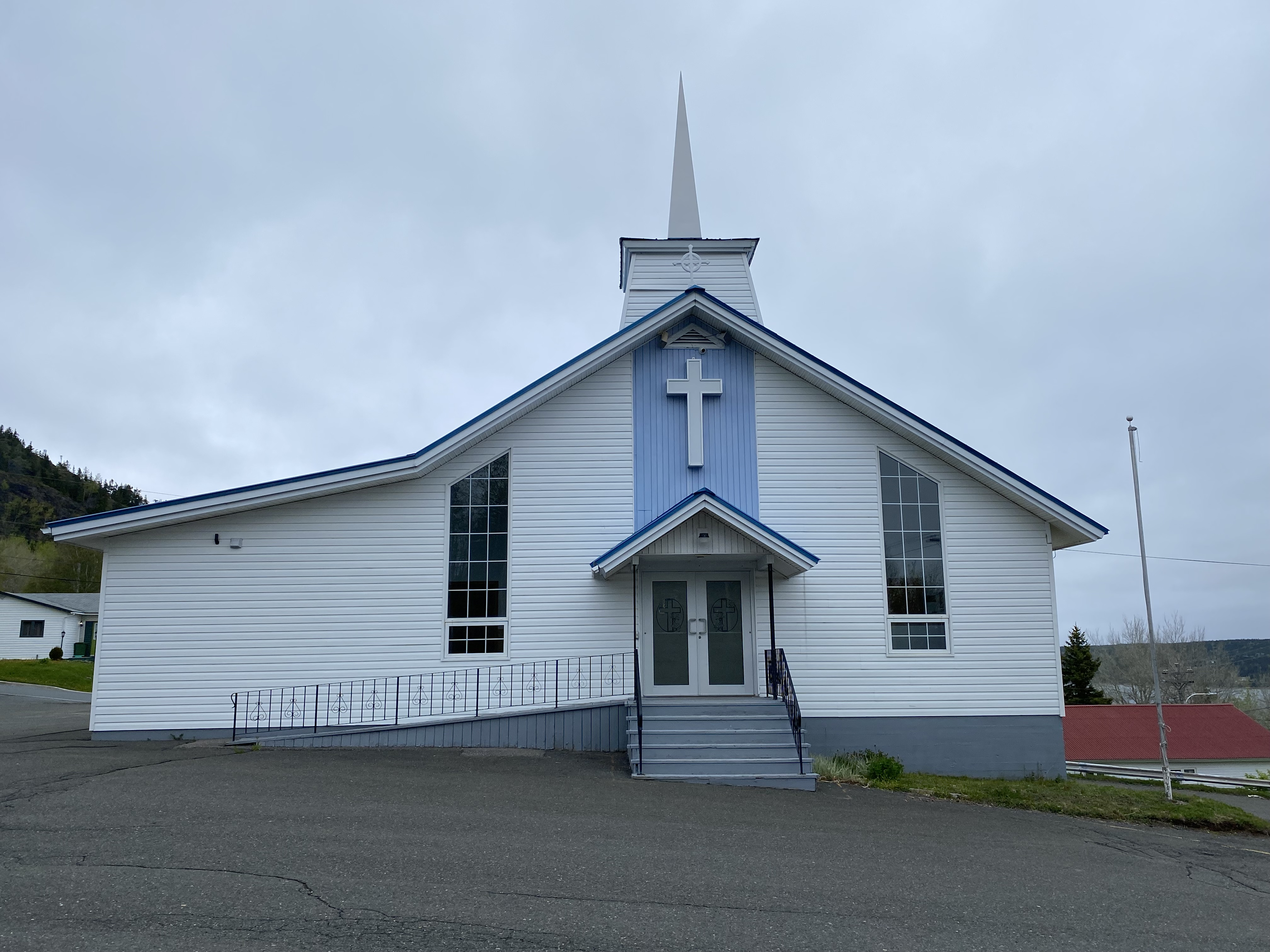
De anglicaanse St. Mary's Church aan de Memorial Drive

Zo'n 80% van de bevolking van Clarenville is christelijk. Er zijn een groot aantal christelijke strekkingen vertegenwoordigd in de gemeente, al zijn de aanhangers van het anglicanisme, van de United Church of Canada en van het katholicisme bij verre het meest vertegenwoordigd. Clarenville telt acht kerkgebouwen, namelijk:
- Memorial United Church
- Shoal Harbour United Church
- St. Mary's Anglican Church
- The Salvation Army Clarenville Corps
- Our Lady of Fatima Roman Catholic Church
- Clarenville Calvary Pentecostal Tabernacle
- Vista Independent Baptist Church
- New Life Christian Centre

De niet-christenen zijn bijna allemaal niet-gelovige mensen, waaronder atheïsten en agnosten. Slechts een honderdtal mensen hangt een ander geloof dan het christendom aan. Het gaat dan om enkele tientallen moslims, hindoes en sikhs, die in 2021 opgeteld 1,5% van de bevolking vormden.

## Fotogalerij

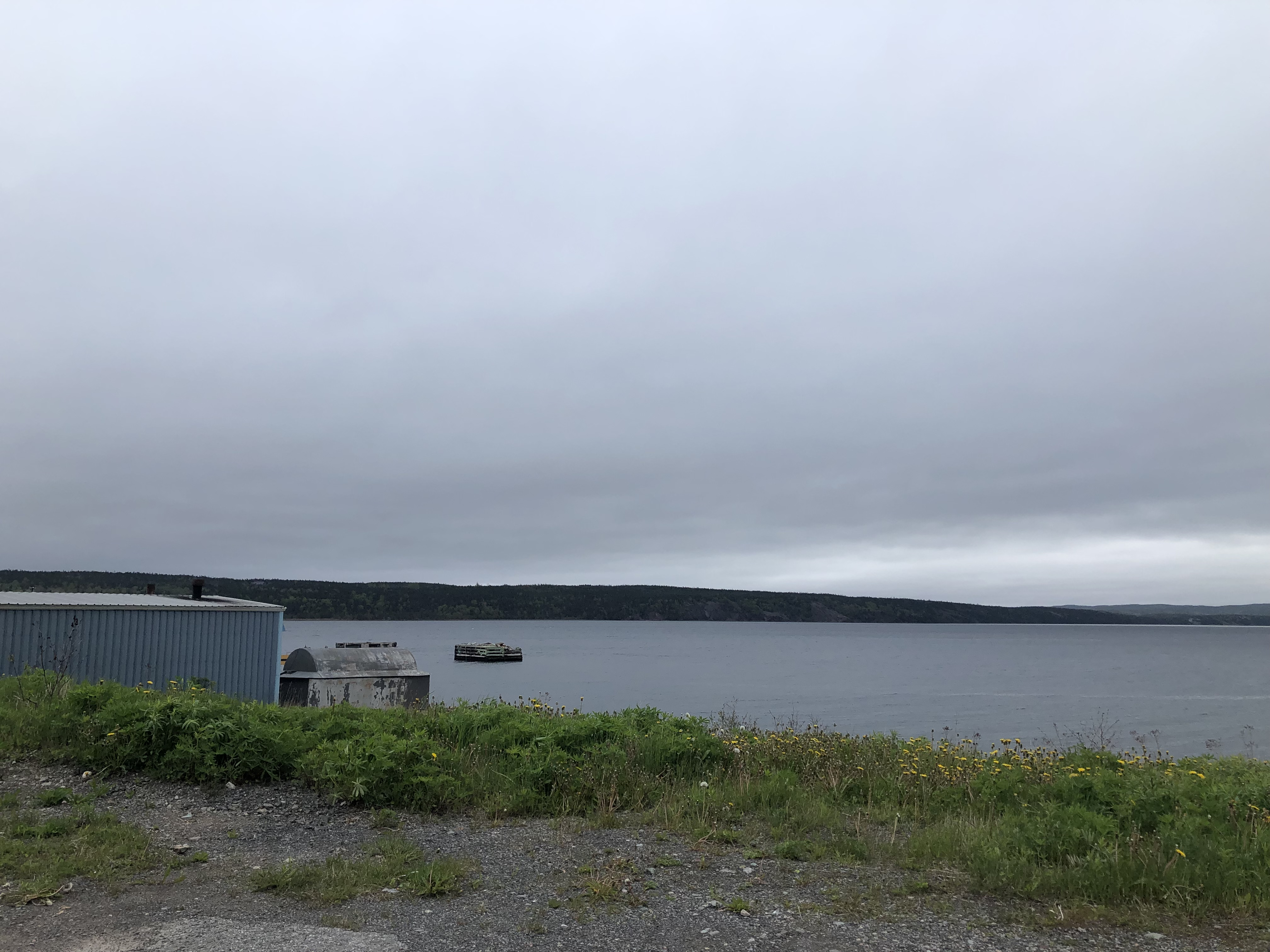
Random Island gezien van op de oever te Clarenville
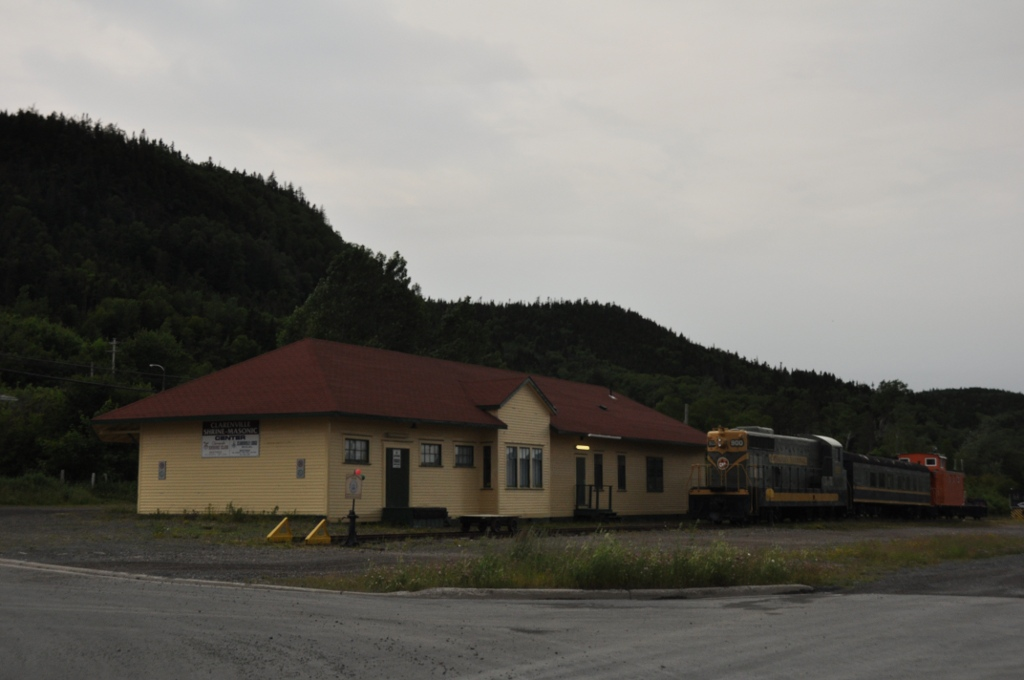
Voormalig treinstation van de gemeente
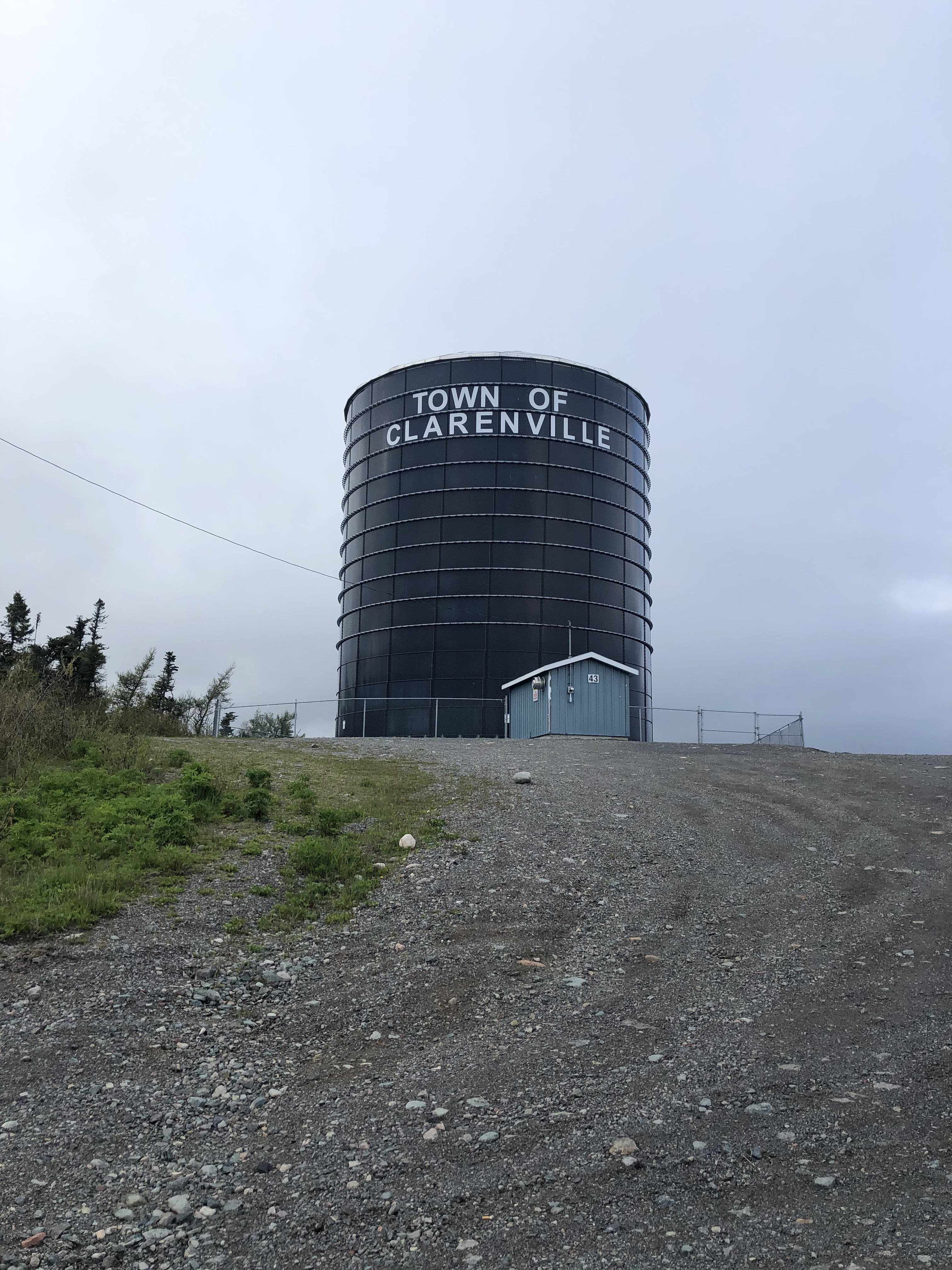
Watertoren van Clarenville